# Heliconius callista
Heliconius callista är en fjärilsart som beskrevs av Riffarth 1900. Heliconius callista ingår i släktet Heliconius och familjen praktfjärilar. Inga underarter finns listade i Catalogue of Life.